# Omberg
Omberg (svensk udtale: [ˈɔ̌mːbærj]) er et skovklædt bjerg i det vestlige Östergötlands län i Sverige. Administrativt er det delt mellem kommunerne Ödeshög i syd og Vadstena i nord. Den ligger mellem søen Vättern og søen Tåkern. Geologisk er bjerget en horst. Alvastra kloster ligger ved sydenden.
Ombergs vestlige klint er blevet angivet som en ættestup i folkehistorien.
Geologisk er Omberg en horst, en forkastning og hævet bjerggrundsblok.

## Ekopark Omberg
Omberg er i dag beskyttet som en 1.700 hektar stor Ekopark, Omberg. Siden indvielsen i 2003 har mange områder med tæt granskov forvandlet til enge og løvskovsområder. Gennem frihugninger beskyttes også de 400 kæmpeege som findes i ekoparken. Dertil er mindst 1.250 yngre ege i forskellige aldre blevet fritlagt. Målet er at det i fremtiden skal findes 5.000 kæmpeege på Omberg. Unikke arter i ekoparken er orkidéen sumphullæbe, kongeørn og billen eremit.